# Casa de Guttenberg

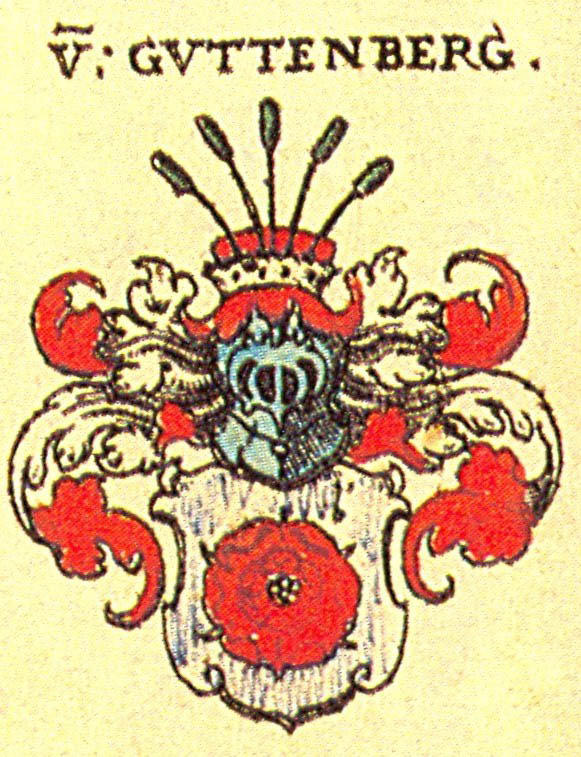
Escudo de armas de Guttenberg

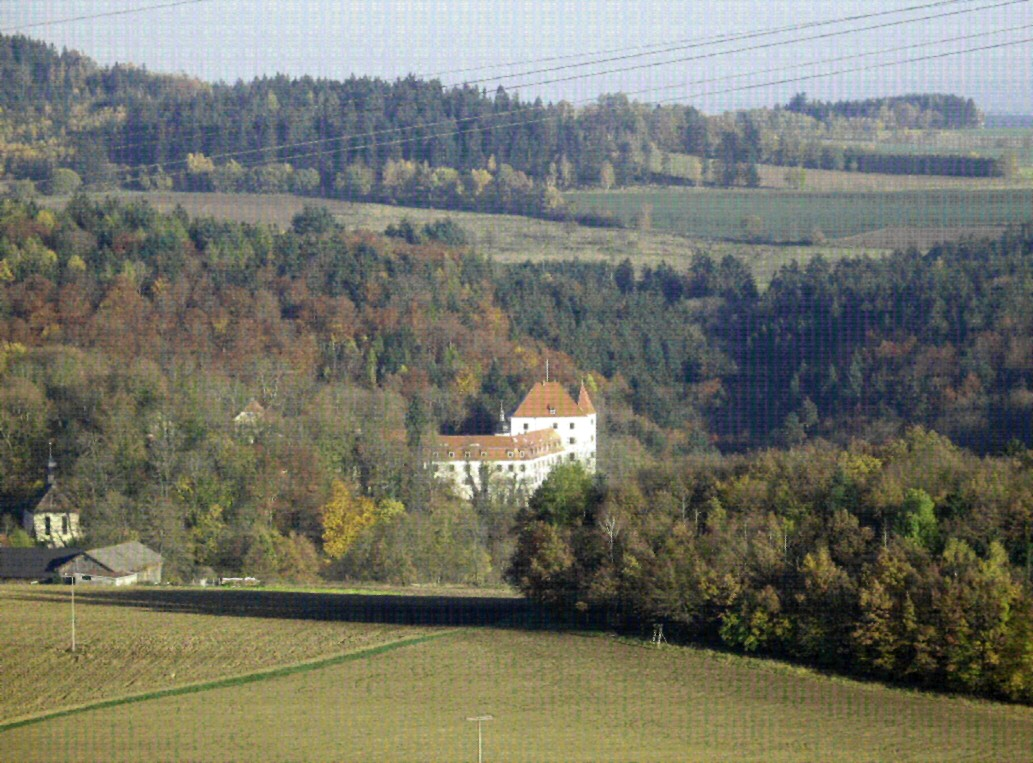
Burg Guttenberg

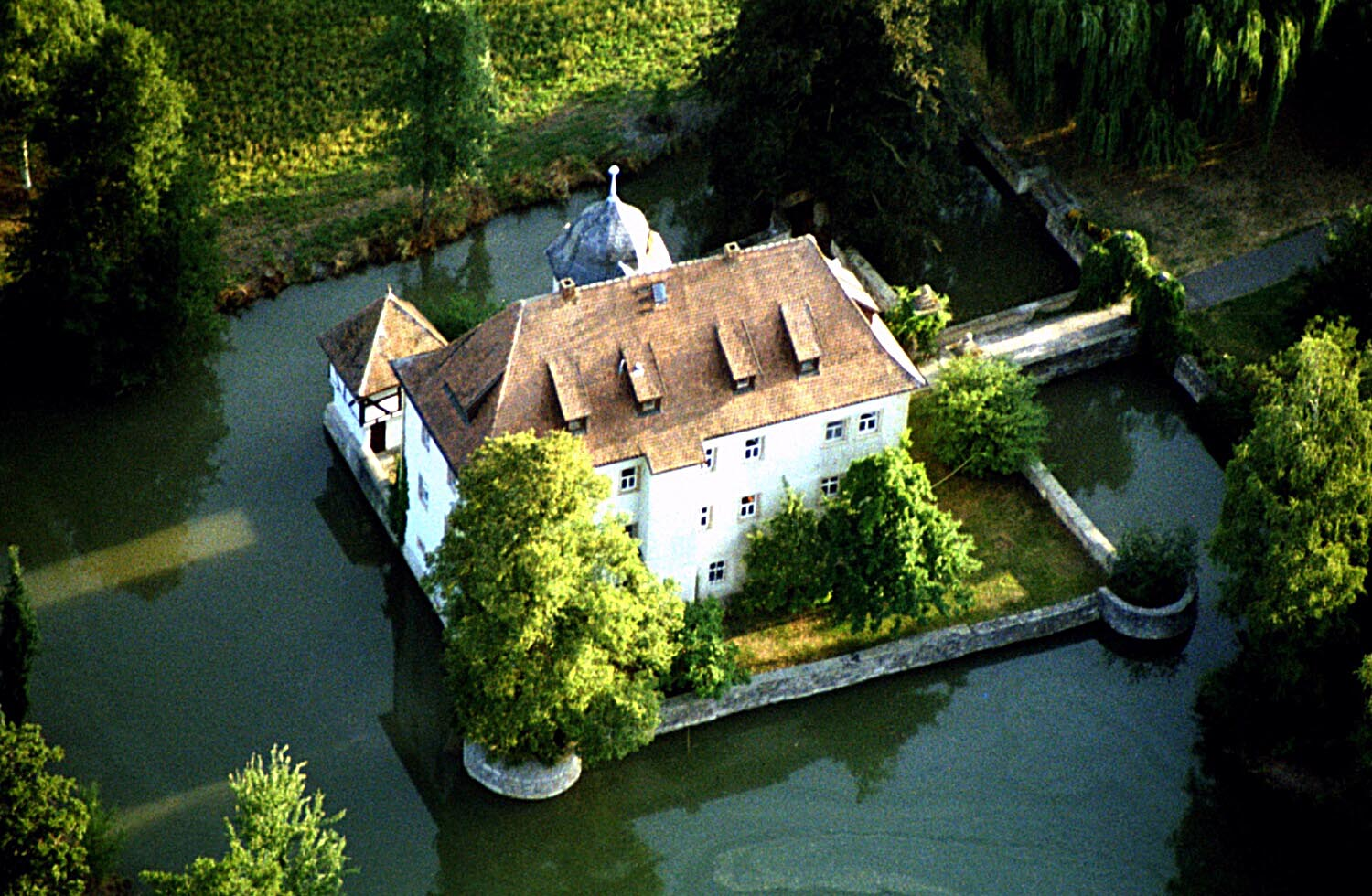
El castillo de Kleinbardorf, propiedad de la familia Guttenberg entre 1691-1896

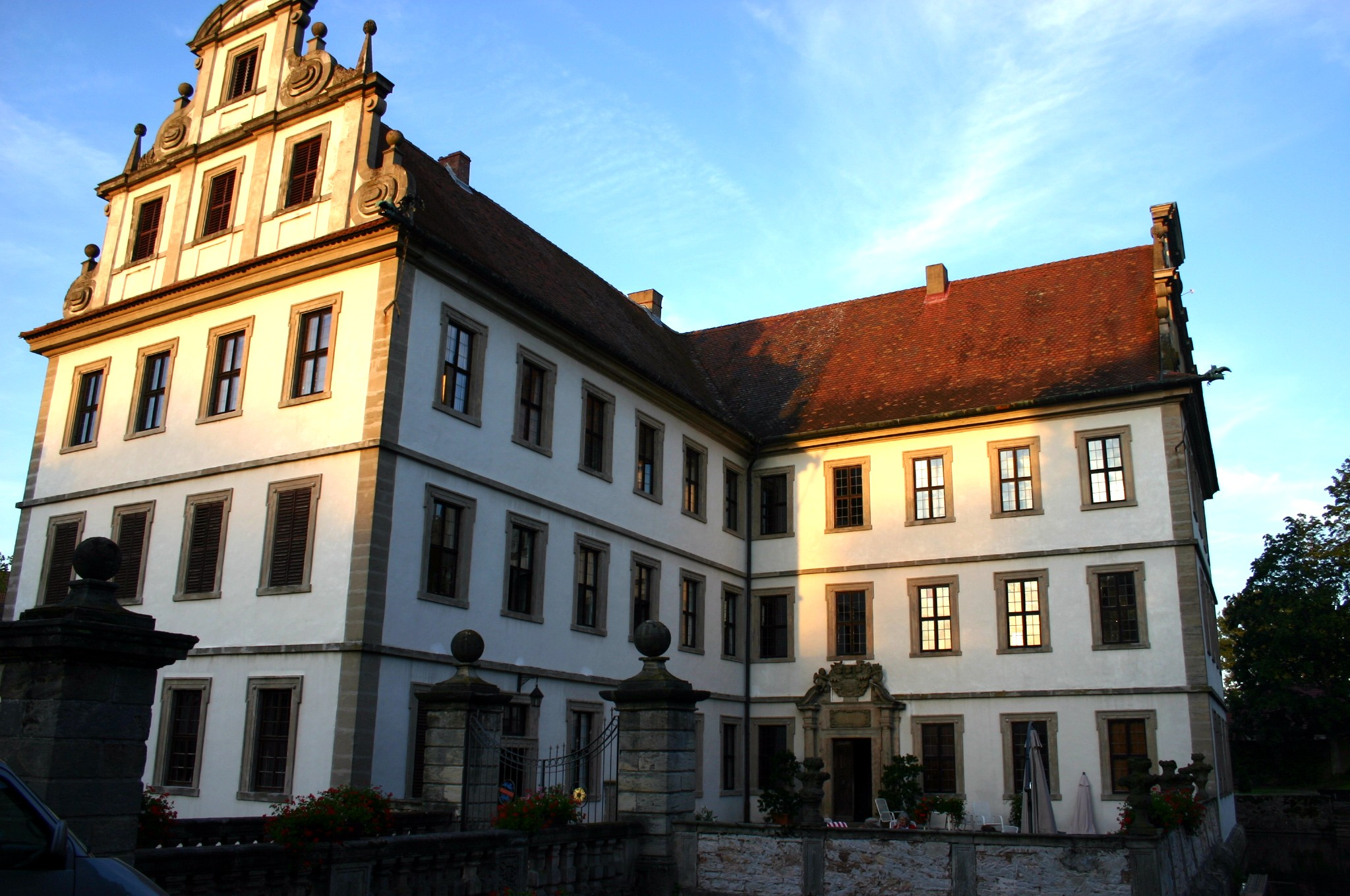
Schloss Kirchlauter

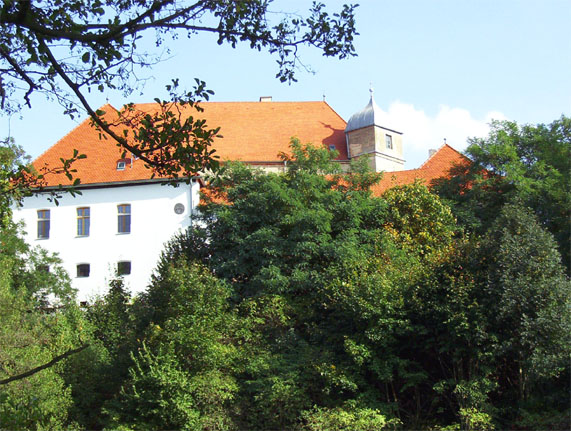
Schloss Fronberg

La Casa de Guttenberg es una prominente familia francona que traza sus orígenes a 1149 con un Gundeloh v. Blassenberg (Plassenberg). Así, la primera mención de la familia data de 1153. El nombre Guttenberg es derivado de la población de Guttenberg, en Baviera, y fue adoptado por Heinrich von Blassenberg en torno a 1310. La familia Plassenberg fueron ministeriales de los Condes de Andechs (más tarde duques de Andechs-Meranien) y utilizaron como su sede el Castillo de Plassenburg de Kulmbach. El castillo de Guttenberg permanece como la principal sede de la familia. La familia en la actualidad consiste de dos ramas. La línea mayor, von und zu Guttenberg, y la línea menor Steinhausen. En 1700 la familia ascendió de Reichsritter (Caballeros Imperiales) a Reichsfreiherr (Barones del Sacro Imperio Romano Germánico). Después de la disolución del Sacro Imperio Romano Germánico, fueron hechos ‘’Freiherr’‘ (Barones) de Baviera (1814 & 1817).

## Miembros prominentes
- Johann Gottfried von Guttenberg, Príncipe-Obispo de Wurzburgo (1684-1698)
- Elisabeth Johanna Freifrau von und zu Guttenberg (1900-1998), presidente de la Arbeitsgemeinschaft Katholischer Frauen Bayerns
- Emil Freiherr von Guttenberg (1841-1941), político austríaco
- Enoch zu Guttenberg (n. 1946), director de orquesta
- Karl Ludwig Freiherr von und zu Guttenberg (1902-1945), activista antinazi y monárquico católico
- Karl Theodor Freiherr von und zu Guttenberg (1921-1972), político de la germana CSU
- Karl-Theodor Freiherr von und zu Guttenberg (n. 1971), político de la germana CSU, anterior Ministro Federal de Comercio y Ministro de Defensa en el gabinete de Angela Merkel
- Philipp Anton Christoph Freiherr von Guttenberg, Domherr de Würzburg

## Localidades con el escudo de armas de Guttenberg

Escudo de armas del municipio de Guttenberg
Escudo de armas del municipio de Kirchlauter
Escudo de armas del municipio de Sulzdorf an der Lederhecke
Escudo de armas del municipio de Rugendorf
Escudo de armas del municipio de Breitbrunn
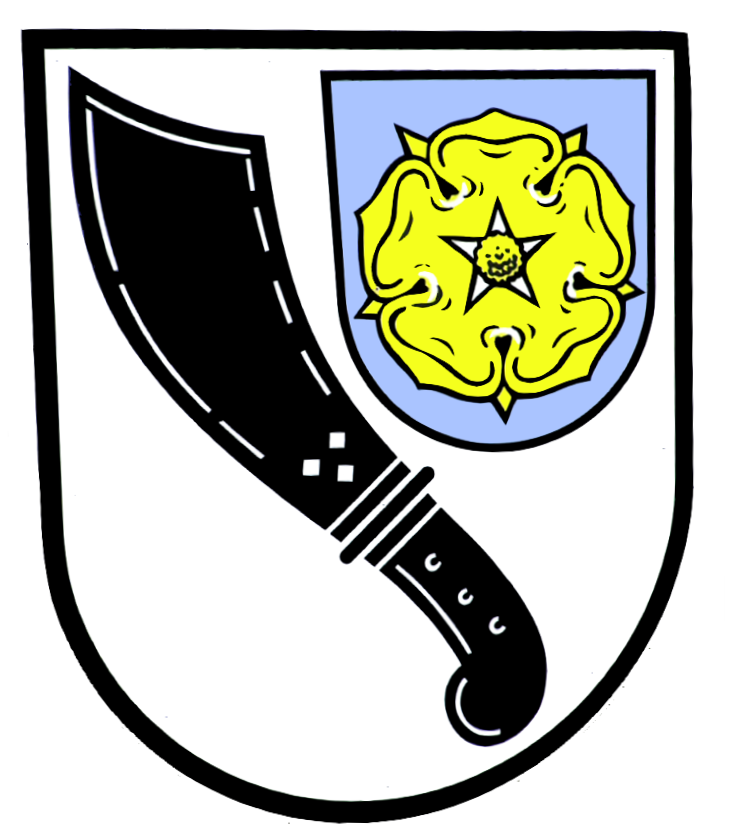
Escudo de armas del municipio de Bindlach
Escudo de armas del municipio de Ködnitz